# بيل سوليفان (رسام)
بيل سوليفان (بالإنجليزية: Bill Sullivan) هو رسام أمريكي، ولد في 10 سبتمبر 1942، وتوفي في 23 أكتوبر 2010.